# Pic Pikes
Pour les articles homonymes, voir Pikes (homonymie).
Le pic Pikes, ou Pikes Peak selon son nom anglais, anciennement Pike's Peak, est une montagne culminant à 4 301 mètres d'altitude dans la Front Range des montagnes Rocheuses, dans l'État américain du Colorado. Particulièrement visible depuis les Grandes Plaines et facilement accessible depuis les environs de Colorado Springs par une route, par un chemin de fer à crémaillère et par un sentier de randonnée, son sommet est relativement fréquenté. Il est nommé en l'honneur de Zebulon Pike qui l'explore en 1806 et sa première ascension date de 1820. Il constitue un point de repère pour les chercheurs d'or venant de l'Est du pays au milieu du XIXe siècle. Il accueille plusieurs épreuves sportives en course en montagne pédestre et en course de côte automobile et cycliste. Il fait partie de la forêt nationale de Pike.

## Toponymie
Les premiers explorateurs espagnols nomment la montagne El Capitán, signifiant « le chef ». En 1806, l'explorateur américain Zebulon Pike, lieutenant détaché par le président Jefferson pour déterminer les nouvelles frontières à l'ouest, l'identifie sous l'appellation Highest Peak, signifiant « point culminant ». Les noms Grand Peak et Great Peak ont aussi été utilisés. Il est ensuite communément désigné comme Pike's Highest Peak, littéralement « plus haut sommet de Pike ». En 1835, un autre explorateur américain, Stephen Harriman Long, baptise la montagne James Peak en hommage au botaniste Edwin James (en) qui réalise la première ascension en 1820. Ce nom ne parvient pas à supplanter le précédent, déjà bien ancré, et la montagne est plus tard renommée Pike's Peak (« pic de Pike »), puis officiellement simplifié en Pikes Peak (« pic Pikes ») par l'United States Board on Geographic Names en 1890.
La région du pic Pikes est le territoire traditionnel des Tabeguache (ou Taveewach, Taviwach, Taviwac), une tribu du groupe des Utes. Ils appellent la montagne Tavakiev, pour tava « soleil » et kiev « montagne », et leur propre nom signifie « peuple de la montagne du soleil ». Ils considèrent la montagne comme sacrée et y pratiquent des cérémonies. Au début du XIXe siècle, lorsqu'ils arrivent au Colorado, les Arapahos appellent la montagne Heey-ótoyóó’, signifiant « longue montagne ».

## Géographie

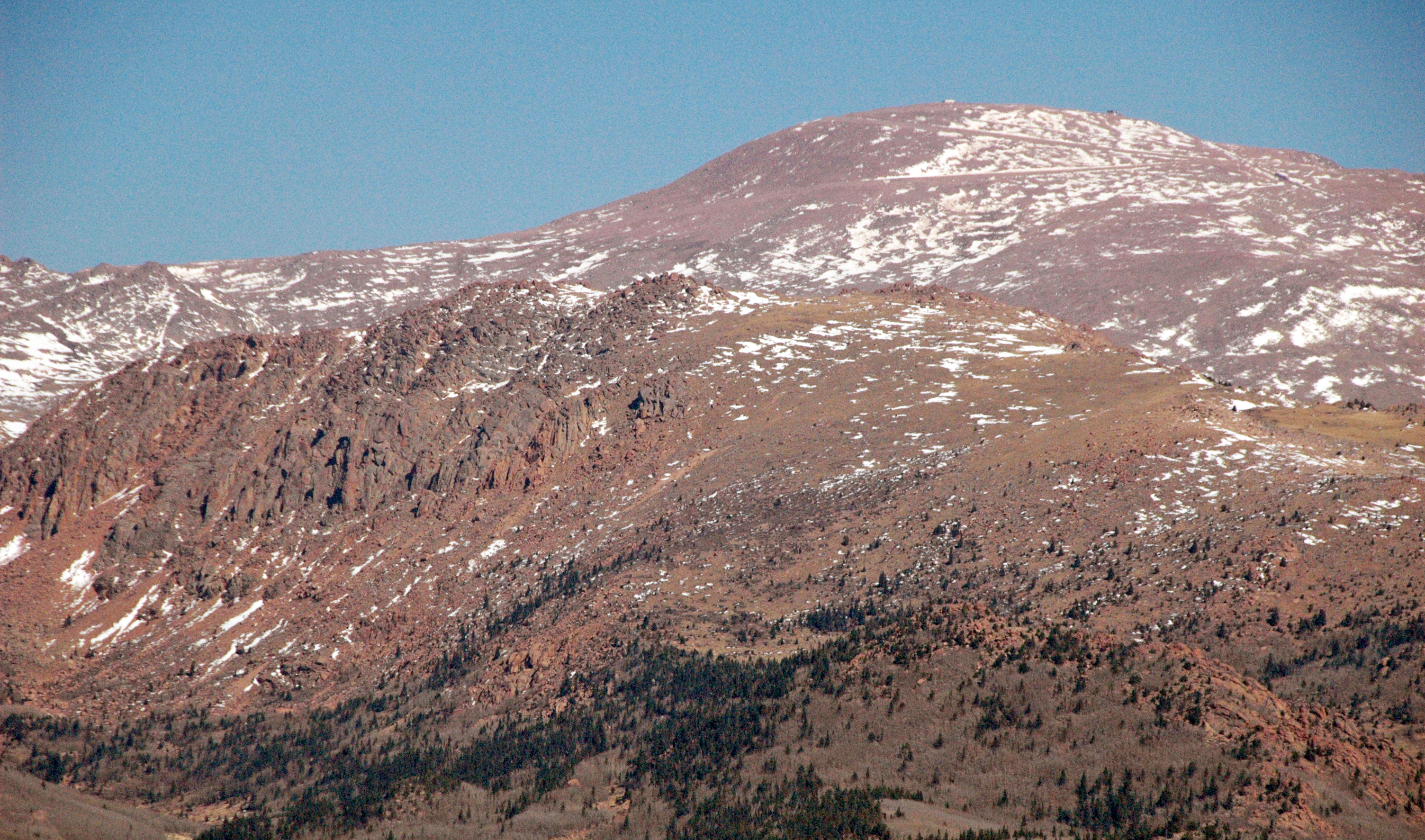
Vue du pic Pikes mettant en évidence la couleur rosée de sa roche.

Le pic Pikes se situe dans l'Ouest américain, au centre de l'État du Colorado, dans le comté d'El Paso,. Il se trouve à 20 kilomètres à l'ouest de Colorado Springs et à 100 kilomètres au sud de Denver, la capitale de l'État. Il domine les Grandes Plaines à l'est. Le sommet s'élève à 4 301 mètres d'altitude, dans la Front Range, sur la bordure orientale des montagnes Rocheuses, ce qui en fait un fourteener et le point culminant du comté. Sa proéminence est de 1 680 mètres ; le sommet plus élevé le plus proche est le mont Evans à près de 100 kilomètres au nord-nord-ouest. Le pic Pikes domine plusieurs réservoirs. Son versant occidental donne naissance à une branche du Beaver Creek, tandis que son versant oriental alimente le Fountain Creek, par le biais du French Creek au nord et du Cabin Creek puis du Ruxton Creek au sud-est ; la montagne appartient donc entièrement au bassin versant de la rivière Arkansas, un affluent du Mississippi.
Le pic Pikes est composé de granite rose, plus précisément de syénogranite (en) et dans une moindre mesure de monzogranite, dont la couleur provient de sa teneur en orthose. Il s'est formé il y a un milliard d'années au cours de l'orogenèse grenvillienne.

## Histoire
Les premiers Européens à apercevoir la montagne sont les Espagnols au début du XVIIIe siècle. Les membres de l'expédition Pike sont probablement les premiers Américains qui parviennent dans la région, le 15 novembre 1806. Leur meneur, Zebulon Pike, tente l'ascension de la montagne le 24 novembre, mais doit rebrousser chemin à cause d'un blizzard. La première ascension est finalement réussie par le docteur Edwin James (en) et deux compagnons le 13 juillet 1820. Récemment diplômé du Middlebury College dans le Vermont, il est engagé comme botaniste au sein de l'expédition de Stephen Harriman Long après la mort de son prédecesseur. Ils remontent le cours de la rivière South Platte jusqu'à l'actuelle localisation de Denver, puis se dirigent vers le sud en passant près de la montagne. Les trois hommes quittent l'expédition, campent dans la plaine et gravissenent le sommet en deux jours, sans rencontrer de difficulté majeure. Sur leur itinéraire, James est le premier à décrire l'Ancolie bleue à fleurs précoces, devenue l'emblème du Colorado. Julia Archibald Holmes (en) se rend dans les montagnes Rocheuses avec son mari James H. Holmes en 1858 et devient la première femme au sommet le 5 août, accompagnés de J. D. Miller et de George Peck. Elle écrit dans une lettre à sa mère, : 
« Nearly everyone tried to discourage me from attempting it, but I believed that I should succeed; and now here I am, and I feel that I would not have missed this glorious sight for anything at all. »
« Presque tout le monde essayait de me décourager de le tenter, mais j'étais persuadée de devoir y parvenir ; et maintenant j'y suis, et je sens que je n'aurais manqué cette vue splendide pour rien au monde. »

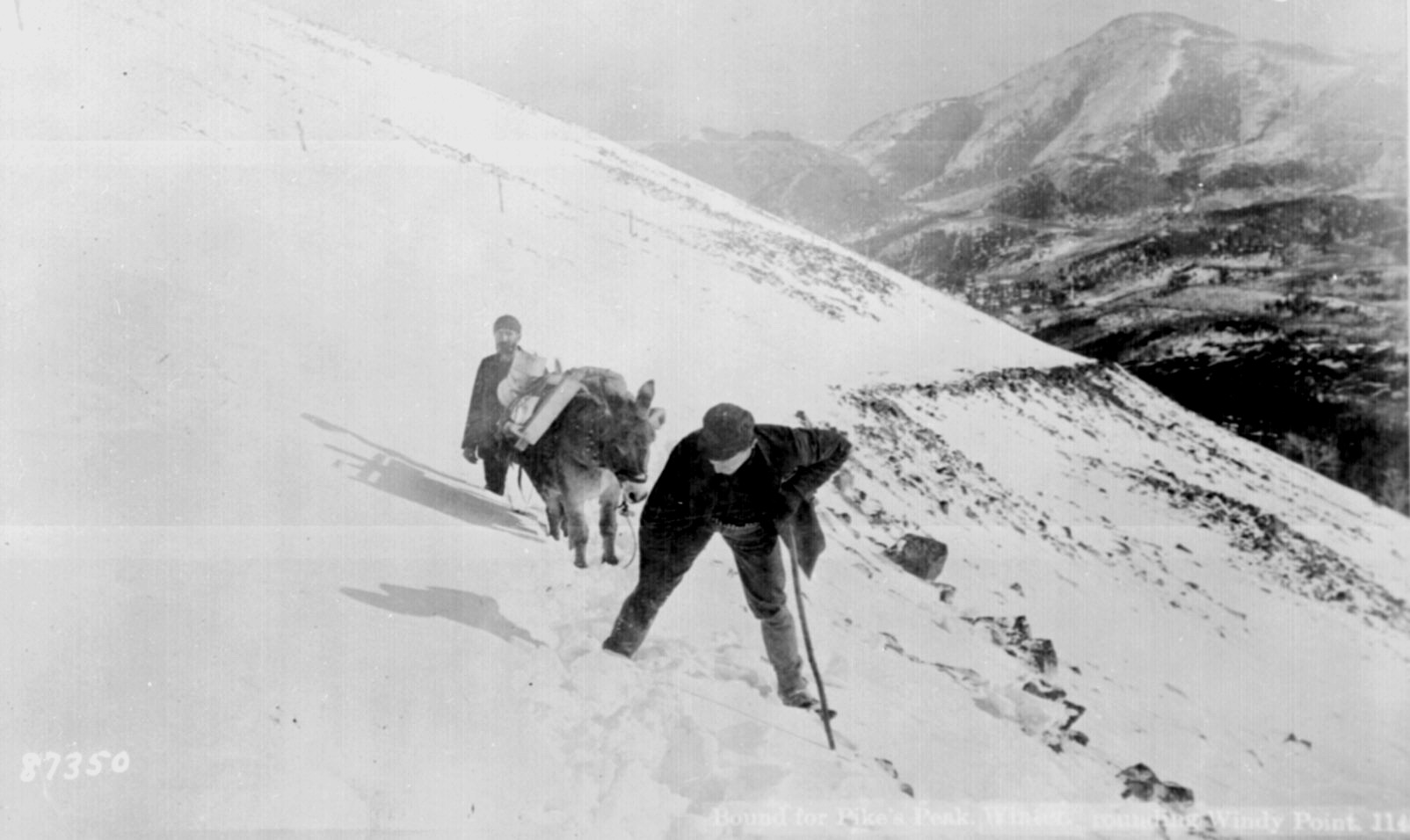
Ascension hivernale du pic Pikes près de Windy Point en 1890.

De 1858 à 1861 a lieu la ruée vers l'or de Pikes Peak. Bien qu'aucun minerai ne soit trouvé à l'époque sur la montagne, « Pike's Peak or Bust », littéralement « le pic de Pike ou la faillite », devient le slogan des chercheurs d'or, simplement du fait de sa visibilité depuis les Grandes Plaines. De juillet 1860 à 1863, Clark, Gruber and Company frappe des monnaies en or à Denver portant la mention « Pike's Peak Gold » (« or du pic de Pike ») et une représentation imaginée d'artiste de la montagne figure sur l'avers des pièces. D'importants gisements sont finalement trouvés en 1893 au sud-ouest du pic Pikes, dans le district minier de Cripple Creek, menant à une des dernières ruées vers l'or majeures des États-Unis contigus.
En 1873, l'United States Army Signal Corps construit une station météorologique au sommet et y maintient une présence permanente jusqu'en 1899. Le chemin de fer à crémaillère du Pic Pikes ouvre en 1891 après deux ans de travaux. C'est un chemin de fer à crémaillère qui mène au sommet depuis Manitou Springs.

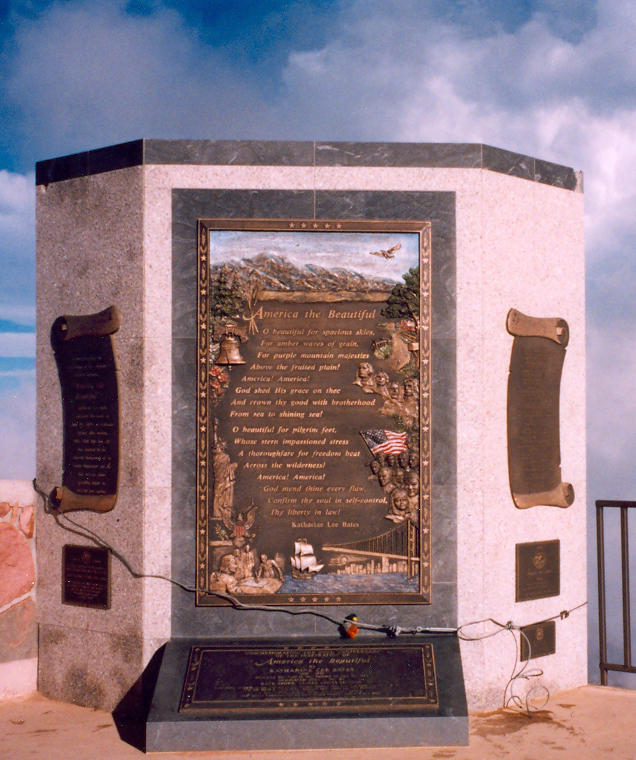
Plaque commémorative de l'hymne America the Beautiful au sommet du pic Pikes.

Trente-cinq après Julia Archibald Holmes, en juillet 1893, une autre femme, Katharine Lee Bates, écrit l'hymne America the Beautiful après avoir admiré la vue depuis le sommet. Il est publié le 4 juillet 1895 dans l'hebdomadaire The Congregationalist. Une plaque commémorative a été placée au sommet pour célébrer les paroles.
La première automobile à atteindre le sommet le 12 août 1901 est une Locomobile Steamer bicylindre conduite par C.A. Yont et W.B. Felker. Le 17 juillet 1913, William Wayne Brown parvient au sommet au volant de sa Buick Model 10 (en), Bear Cat, après une montée de 32 kilomètres et 5 h 28. Ils empruntent la Pike's Peak Carriage Road, construite en 1888 et fermée en 1902,, puisque la Pikes Peak Highway ne la remplace qu'en 1915. La première édition de la Pikes Peak International Hill Climb se tient dès l'année suivante.
Le pic Pikes abrite une station de sports d'hiver de 1939 à 1984. Station privilégiée des habitants de Colorado Springs, elle n'en reste pas moins secondaire par rapport à Vail ou Keystone, et l'enneigement est souvent faible en raison du vent.

## Activités

### Recherche scientifique

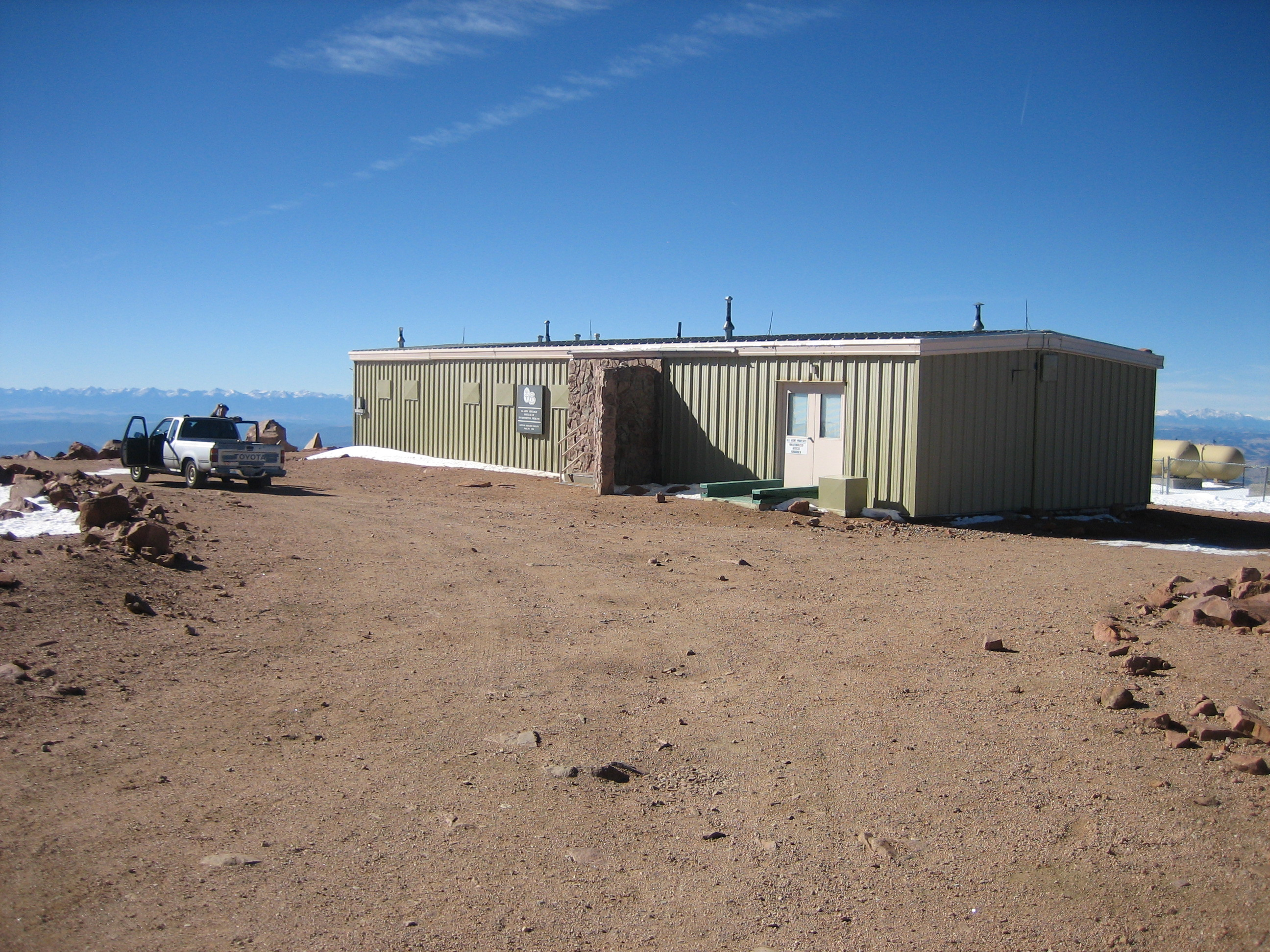
Vue du laboratoire.

Le sommet du pic Pikes abrite le United States Army Pikes Peak Research Laboratory. Des travaux sont menés dans ce laboratoire de recherche médicale depuis 1969 pour évaluer les effets de la haute altitude sur les paramètres physiologiques et médicaux dans le cadre militaire. Il peut accueillir jusqu'à seize chercheurs.

### Randonnée et course en montagne
Le Barr Trail (en) gravit le pic Pikes sur son versant oriental depuis Manitou Springs. Il présente un dénivelé de 2 400 mètres pour 21 kilomètres d'ascension. Les membres de l'AdAmAn Club le grimpent chaque année depuis 1922 les 30 et 31 décembre, en passant la nuit en Barr Camp, et allument un feu d'artifice pour le réveillon. Un autre sentier commence au Crags Campground, à 3 050 mètres d'altitude, et gravit la montagne par son versant nord-ouest.
Le sommet du pic Pikes est le point culminant du marathon de Pikes Peak dont le départ et l'arrivée sont donnés à Manitou Springs depuis 1956. Une autre course de montagne, la Barr Trail Mountain Race, se déroule sur 21 kilomètres en culminant au Barr Camp.

### Courses de côte

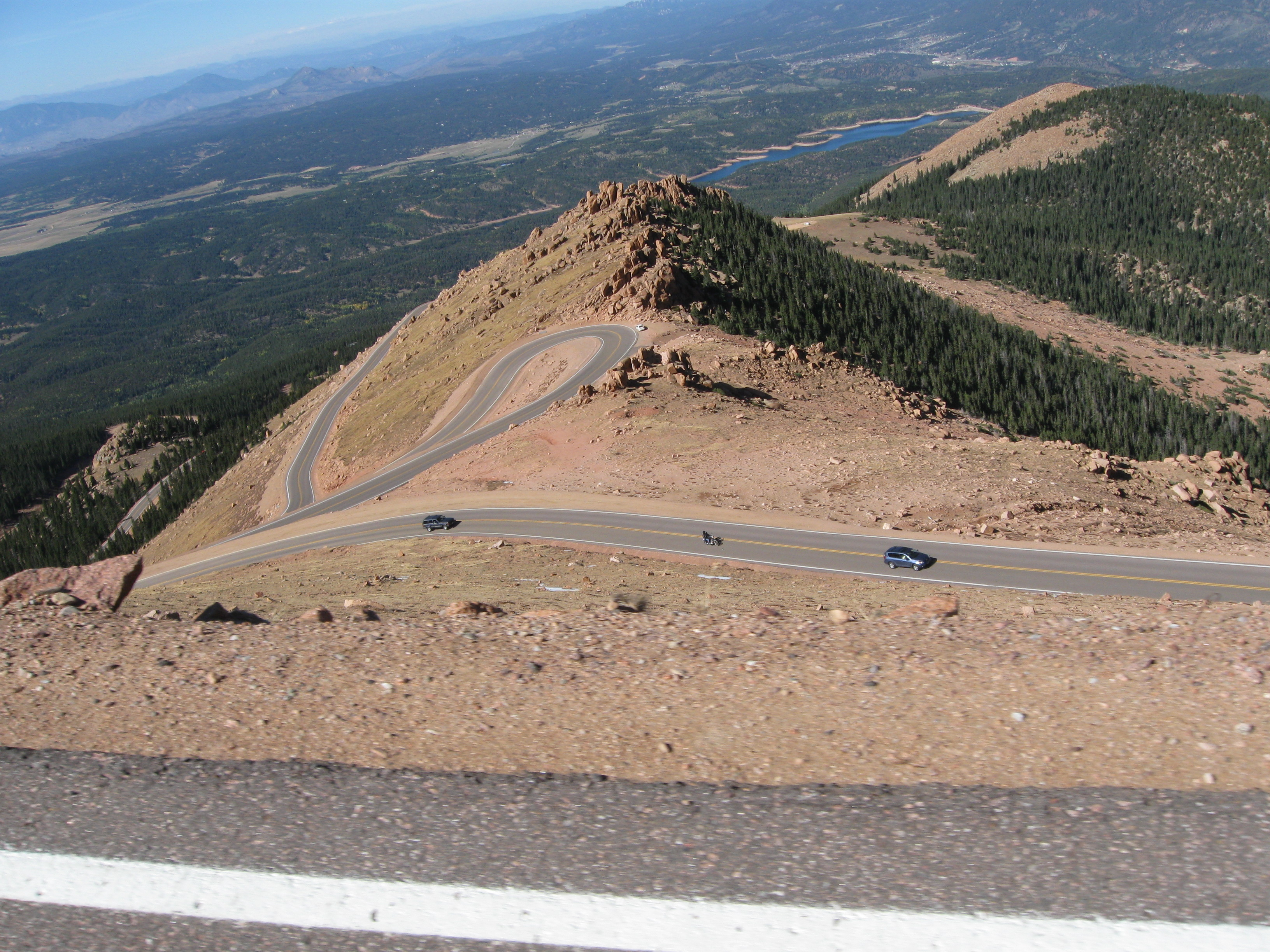
Vue plongeante sur la route vers le nord.

Le pic Pikes est réputé pour sa course de côte automobile, la Pikes Peak International Hill Climb, qui se tient tous les ans en juillet. Elle emprunte les 20 derniers kilomètres de la Pikes Peak Highway, une route à péage qui compte 31 kilomètres au total, avec une série d'epingles, sur le versant nord et l'arête nord-ouest de la montagne. Elle a fait l'objet d'un court-métrage, Climb Dance, en 1989.
La route accueille aussi deux courses cyclistes de côte : la Pikes Peak Cycling Hill Climb (anciennement Assault on the Peak) depuis 2010 et les USA Cycling Hill Climb National Championships depuis 2016.

### Protection environnementale

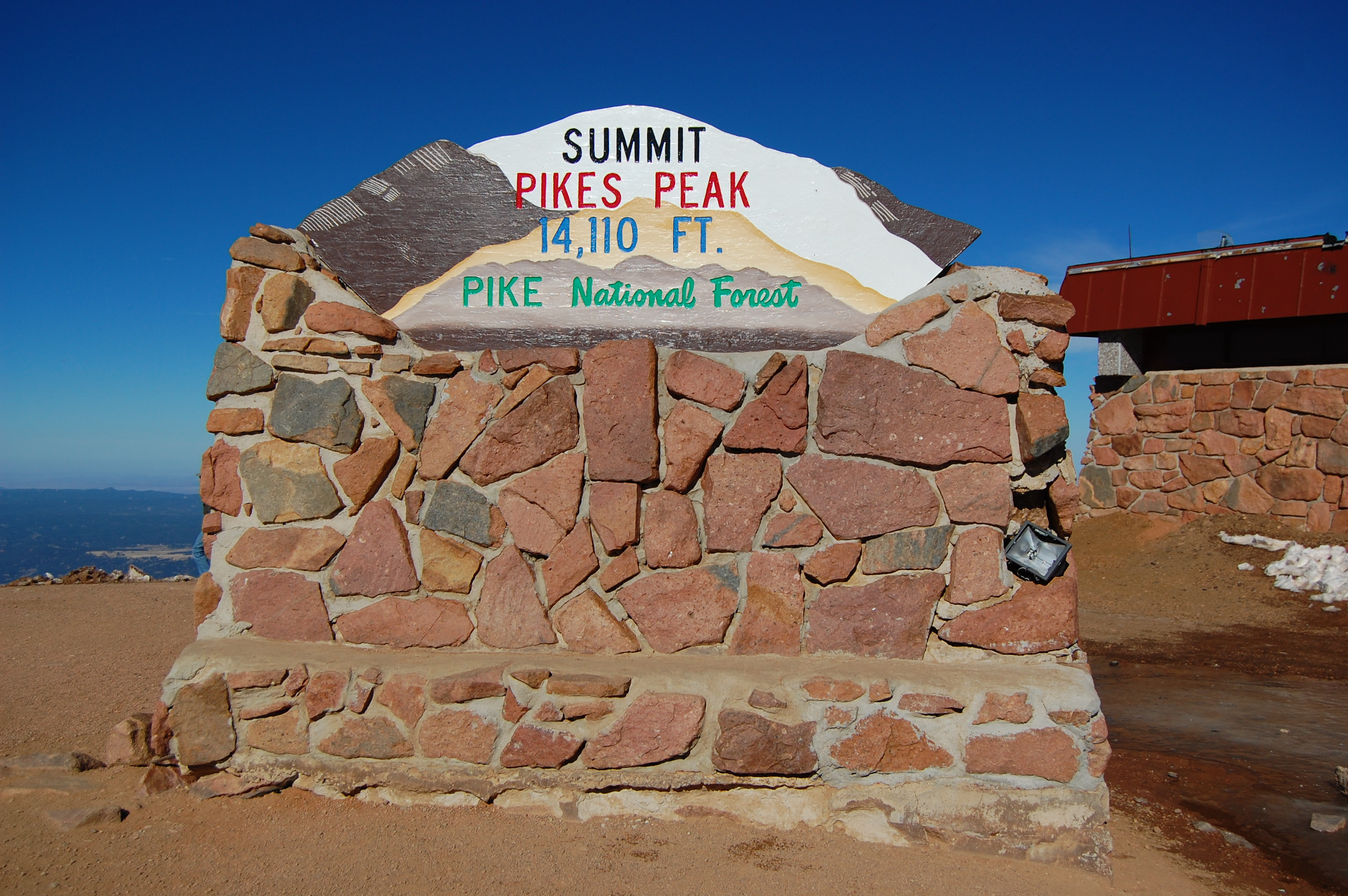
Vue de la stèle indiquant le sommet et son appartenance à la forêt nationale de Pike.

Le pic Pikes est protégé depuis 1892 au sein de la forêt nationale de Pike, anciennement Pikes Peak Timberland Reserve, qui s'étend sur près de 4 500 km2. Elle est gérée par le Service des forêts des États-Unis.
La partie supérieure de pic Pikes au-dessus de 14 000 pieds, soit 4 267 mètres, est reconnue comme National Historic Landmark depuis 1961.